# Атцельгіфт
Атцельгіфт (нім. Atzelgift) — громада в Німеччині, розташована в землі Рейнланд-Пфальц. Входить до складу району Вестервальд. Складова частина об'єднання громад Гахенбург.
Площа — 2,74 км2. Населення становить 608 ос. (станом на 31 грудня 2020).